# Пастушенко, Алексей Николаевич
Алексей Николаевич Пастушенко  (псевдоним — Стрелец, 1888, Чернигов — 1944, Москва ) — русский художник, живописец, пейзажист, участник русского революционного движения.

## Биография
Родился в 1888 году в городе Чернигове, в семье рабочего. Окончил начальную школу, затем учился в Киевской рисовальной школе (педагог — русский художник Николай Иванович Мурашко), школу не окончил, в 1905 году был арестован и отправлен на каторжные работы за революционную деятельность. В то время Алексей Пастушенко был несовершеннолетним, приговорён к четырём годам заключения, отбывал срок в Лукьяновской тюрьме и в Александровской центральной каторжной тюрьме. В 1910 году был освобождён из тюрьмы, жил на поселении в городах Киренске и Черемхове. Алексей Пастушенко не один раз бежал, когда был на поселении, но был пойман и арестован. Последний побег Пастушенко совершил из Верхоленского уезда со своей будущей супругой — ссыльной Гордашниковой Еленой Ефимовной, которая сделала подложные документы, по поддельному паспорту они были Михайловские, как муж и жена. Некоторое время жили в Иркутске. В 1916 году был арестован, это был последний его арест, отбывал срок в Иркутской губернской тюрьме. В начале Февральской революции был освобождён, жил в Иркутске с женой и с двумя дочерьми, затем в городе Томске, после левоэсеровского мятежа жили в городе Мариинске, потом вновь вернулись в Иркутск, где родились дочь и сын. У Алексея Пастушенко и Е. Е. Михайловской — три дочери и один сын. В начале 1930-х годов семья уехала в Москву. Пастушенко в Москве был заведующим массовым отделом в Всекохудожнике, затем был преподавателем.
Скончался в Москве в 1944 году.

## Творчество
Картины Пастушенко были написаны в разное время, среди них работы: «Александровский централ», «Конец золотого века» (1910), «За околицей» (1924), «На лесной заимке» (1939), «Летний день» (1939). Художник изображал на своих полотнах пейзажи села Александровского, пригорода Иркутска, села Мариинска и другие. Является участником художественных выставок: 6-й (1914), 7-й (1915), 8-й (1916) и 9-й (1917), которые проводил музей Восточно-Сибирского отдела Императорского русского географического общества (ВСОИРГО), были представлены картины и этюды А. Н. Пастушенко. Работы художника находятся в городе Киеве,  Иркутском художественном музее, Иркутском краеведческом музее.

## Галерея
РаботыПастушенко.

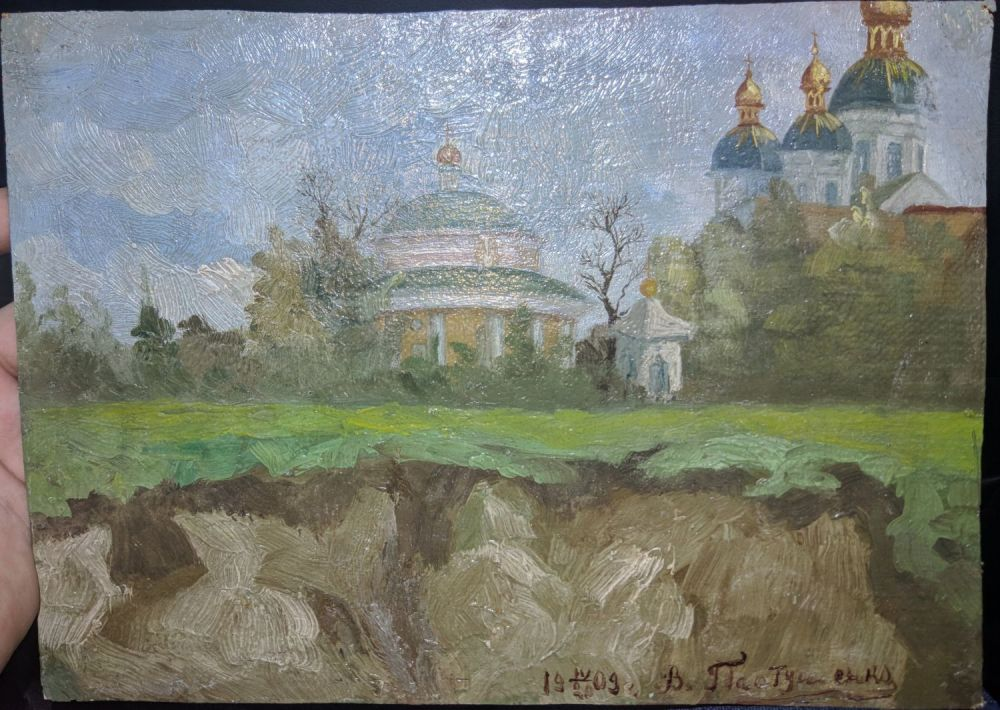
Пейзаж с церковью
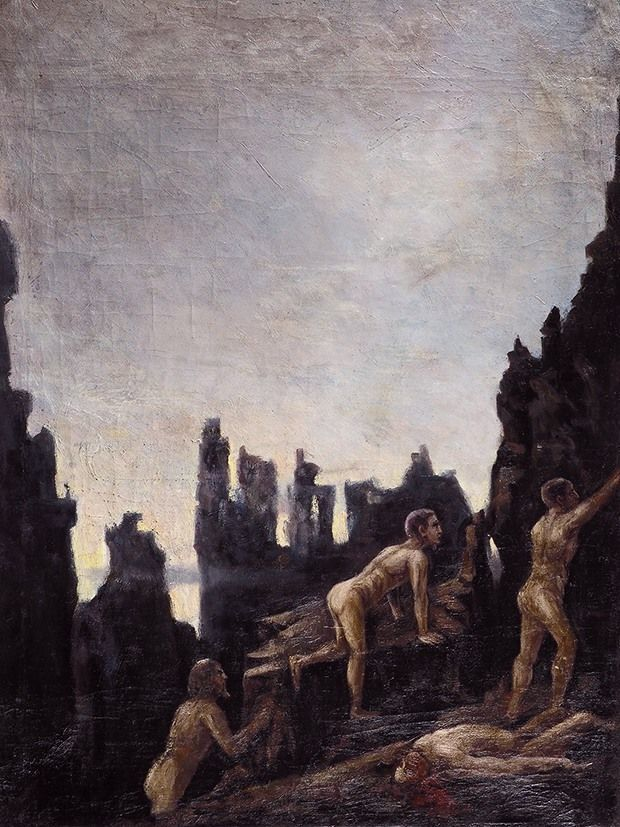
Конец Золотого века
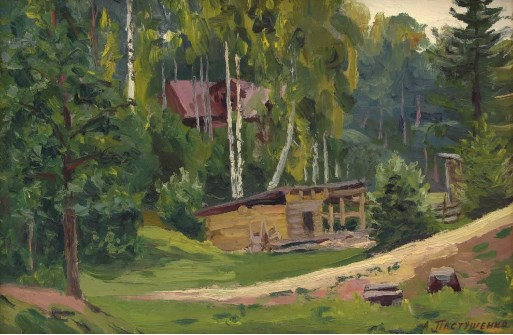
На лесной заимке